# السوق الصغير
السوق الصغير أحد أسواق مكة المكرمة. يقع السوق في الناحية الغربية من المسجد الحرام، وتمت إزالته وإدخال مساحته ضمن الساحات الغربية للمسجد الحرام وأقيم تحته نفق سمى نفق السوق الصغير. كان السوق عبارة عن دكاكين الجزارة على يسار الداخل من الجهة الغربية لبيع اللحم والرؤوس والسقط ومكانهم هذا يسمى زقاق الرواسة، وينفذ هذا الزقاق من الجهة الشمالية إلى باب العمرة، وفي السوق من الجهة الشرقية المطلة على المسجد الحرام بعض المطاعم والبقالات لبيع الخبز والجبن والزيتون والحلاوة والطرشي واللبنية وبعض محال الأواني المنزلية.
يقع السوق الصغير في منطقة تضم المسفلة والشبيكة والشامية، أي أنه يقع على أربع واجهات، فواجهته الشرقية نحو الحرم المكي الشريف، أما واجهته الغربية فهي ناحية الشبيكة وحارة الباب وريع الرسام، وواجهته الشمالية نحو الشامية والفلق والقرارة، أما واجهته الجنوبية فكان جزء منها ناحية المسفلة فهناك جزء منها نحو زقاق البرسيم والذي عرف فيما بعد بزقاق السقيفة.